# Beraprost
Beraprost este un medicament analog de prostaciclină, fiind utilizat ca vasodilator și antiagregant plachetar în unele state din Asia. Calea de administrare disponibilă este cea orală.